# Chiesa della Madonna delle Grazie (Mezzolombardo)
La chiesa della Madonna delle Grazie è una chiesa sussidiaria di Mezzolombardo, nella provincia autonoma di Trento. Risale al XIX secolo.

## Storia
La piccola chiesa venne eretta probabilmente nel 1890 da Eugenio Romedio Ferrari che volle farne un ex voto per ringraziare la Madonna per aver superato una malattia. Aldo Gorfer tuttavia, nel suo Le valli del Trentino - Trentino occidentale, riporta un'altra data, molto anteriore, nel XVIII secolo.
Tale edificio venne costruito anche con lo scopo di sostituire un'altra antica cappella, sempre in località Borghetto (dove è presente pure la chiesa dell'Addolorata) che non era più stata utilizzata per il culto ma come abitazione civile.
La chiesa venne benedetta nel 1890.

## Descrizione
Sulla facciata si legge la scritta MATER DIVINAE GRATIAE posta sopra il portale e e sotto il rosone, contenuti nel grande arco che racchiude il prospetto.
L'interno è a navata unica e nella zona presbiteriale l'altar maggiore è in finto marmo. 
Una nicchia dell'altare maggiore ospita una scultura in legno della Madonna con Bambino mentre in alto è presente una seconda scultura sempre in legno di Gesù Cristo.